# Tomita Keisen

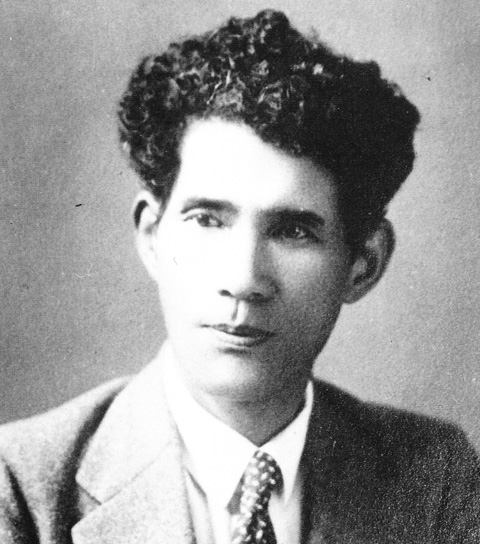
Tomita Keisen

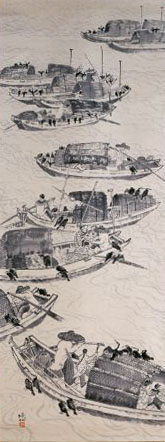
Kormoran-Boote, 1912

Tomita Keisen (japanisch 冨田 溪仙; geb. 9. Dezember 1879 in Hakata, Präfektur Fukuoka; gest. 6. Juli 1936) war ein japanischer Maler der Nihonga-Richtung während der Meiji-, Taishō- und frühen Shōwa-Zeit.

## Leben und Werk
Tomita Keisen begann seine Ausbildung als Maler unter dem Hofmaler der Kuroda, Kinugasa Morimasa (衣笠守正; 1852–1912), der ihn im Stil der Kanō-Schule unterrichtete. 1896 ging Tomita  nach Kyōto und bildete sich weiter unter Tsuji Kakō (都路華香;1870–1931), einem Maler der Maruyama-Shijō-Schule. Während er unter Tsuji studierte, war er auf den Ausstellungen der Nihon Kaiga Kyōkai (日本絵画協会), der Shin-Kobijutsuhin-ten (新古美術品展), der Goankyōkai (後案協会) und anderen Ausstellungen zu sehen. 
Das war die Zeit, als er auf der Suche nach einer Lebensbasis war, in der er sich für das Christentum, den Zen interessierte, sich in Nara mit den buddhistischen Bildern der Heian-Zeit beschäftigte, nach China reiste und sich auf Okinawa aufhielt. Auf der 6. Bunten-Ausstellung 1912 zeigte er das Bild „Kormoran-Boote“(鵜船, Usen), das von Yokoyama Taikan als gut befunden wurde. Taikan lud ihn 1915 ein, auf der Ausstellung des Nihon Bijutsuin, kurz „Inten“, in Tōkyō auszustellen, worauf er das Bild „Teitōge Jōnin“ (鼎峠上人) ausstellte, mit dem er zum Freund des Bijutsuin ernannt wurde. Allerdings blieb er stilmäßig eher der in Kyōto nicht so programmatisch-strengen Richtung verbunden, wobei er auch Nanga-Einflüsse aufnahm. Dies zeigte sich auf der 6. Inten-Ausstellung 1918, auf der er das Stellschirm-Paar „Windgott - Donnergott“ (風神雷神, Fūji - Raijin) zeigte. Aus der Zeit stammt auch das Stellschirm-Paar „Yodo“ (淀), das locker gestaltet die Landschaft am Fluss Yodo mit dem Rad einer Wassermühle zeigt.
In der Taishō-Zeit beschäftigte sich Tomita vermehrt mit der Darstellung bekannter Landschaften. So schuf er die Serie „Acht Ansichten von Saga“ (嵯峨八景, Saga Hakkei) in Anlehnung an „Acht Ansichten von ...“, einem klassischen Bilderzyklus zu einer Landschaft. 1923 wurde Tomita durch Vermittlung des Romanisten  Yamanouchi Yoshio (山内義雄; 1894–1972) über den französischen Botschafter mit Paul Claudel bekannt gemacht, mit dem er dann zusammen bebilderte Gedichtsammlungen herausgab.   
1931 war Tomita in Berlin auf der Ausstellung japanischer Malerei zu sehen. 1935 wurde er Mitglied der Akademie der Künste. – Tomita war bis zum Lebensende aktiv. Zu den Spätwerken aus den dreißiger Jahren gehören „Omuro-Kirschbäume“ (御室桜; 1933), „Brieftauben“ (伝書鳩, Densho-bato) aus dem Jahr 1934 und eine überarbeitet Version von „Man’yō Shunshū“ (万葉春秋) 1936.

## Bilder

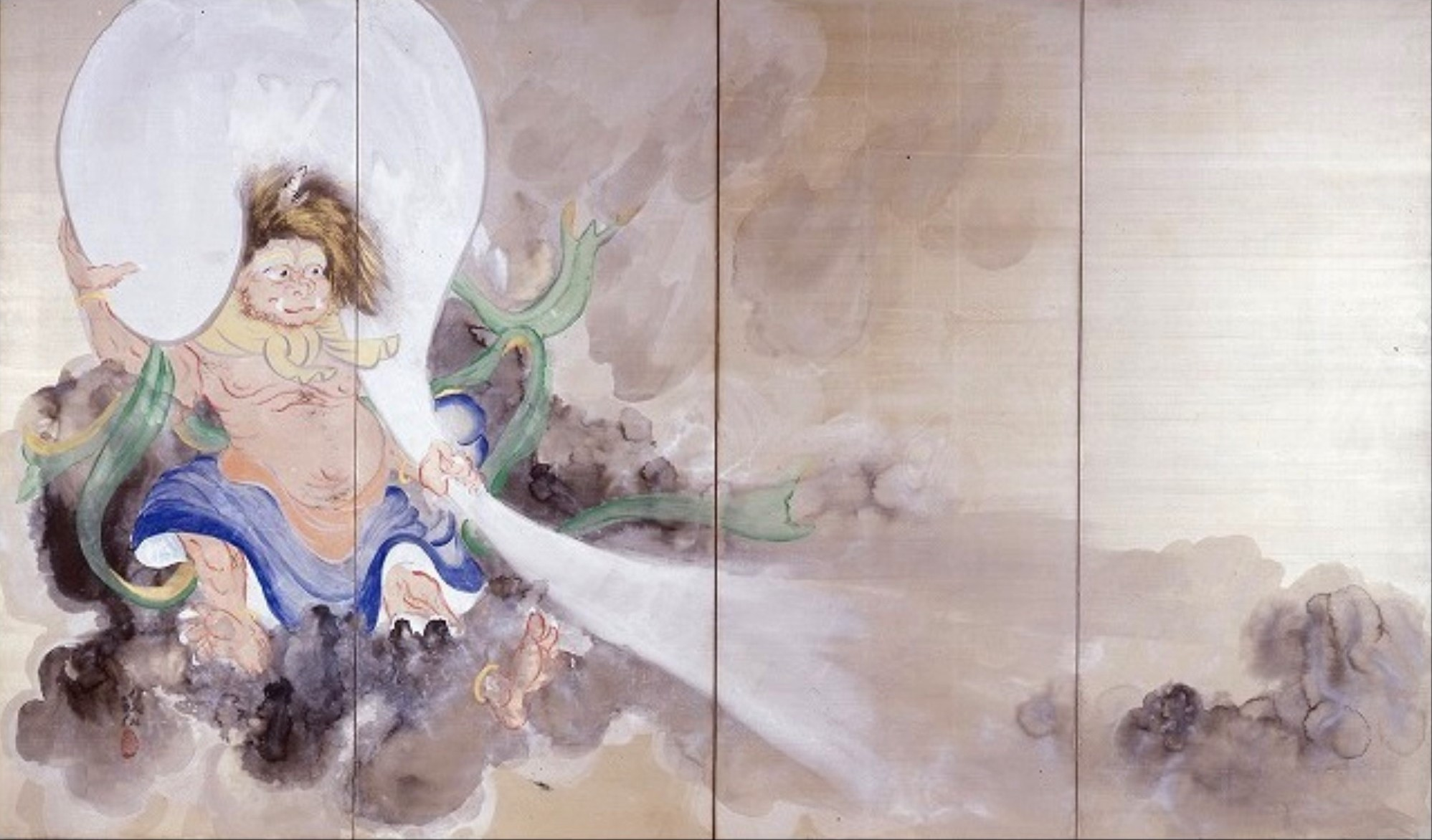
Windgott
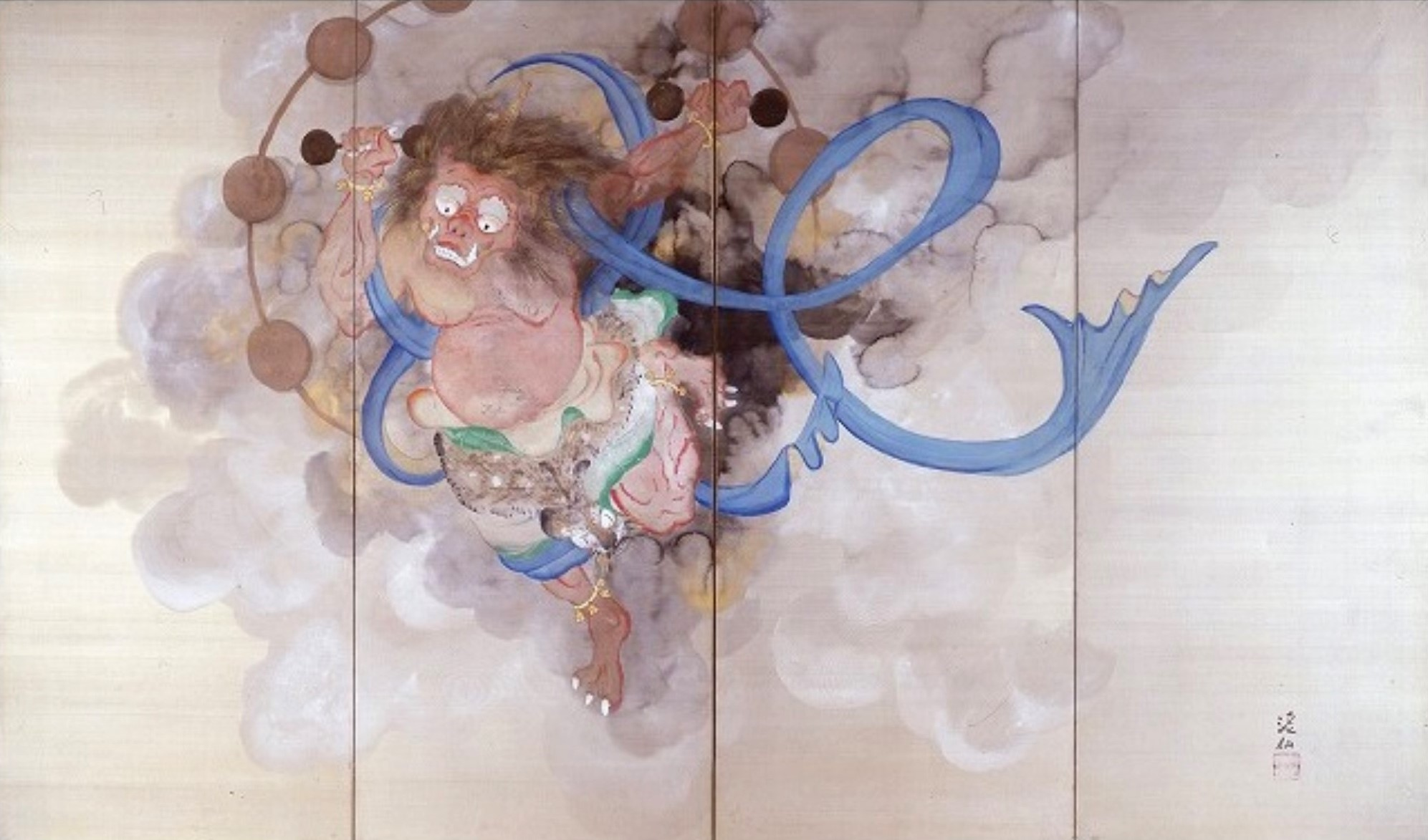
Donnergott
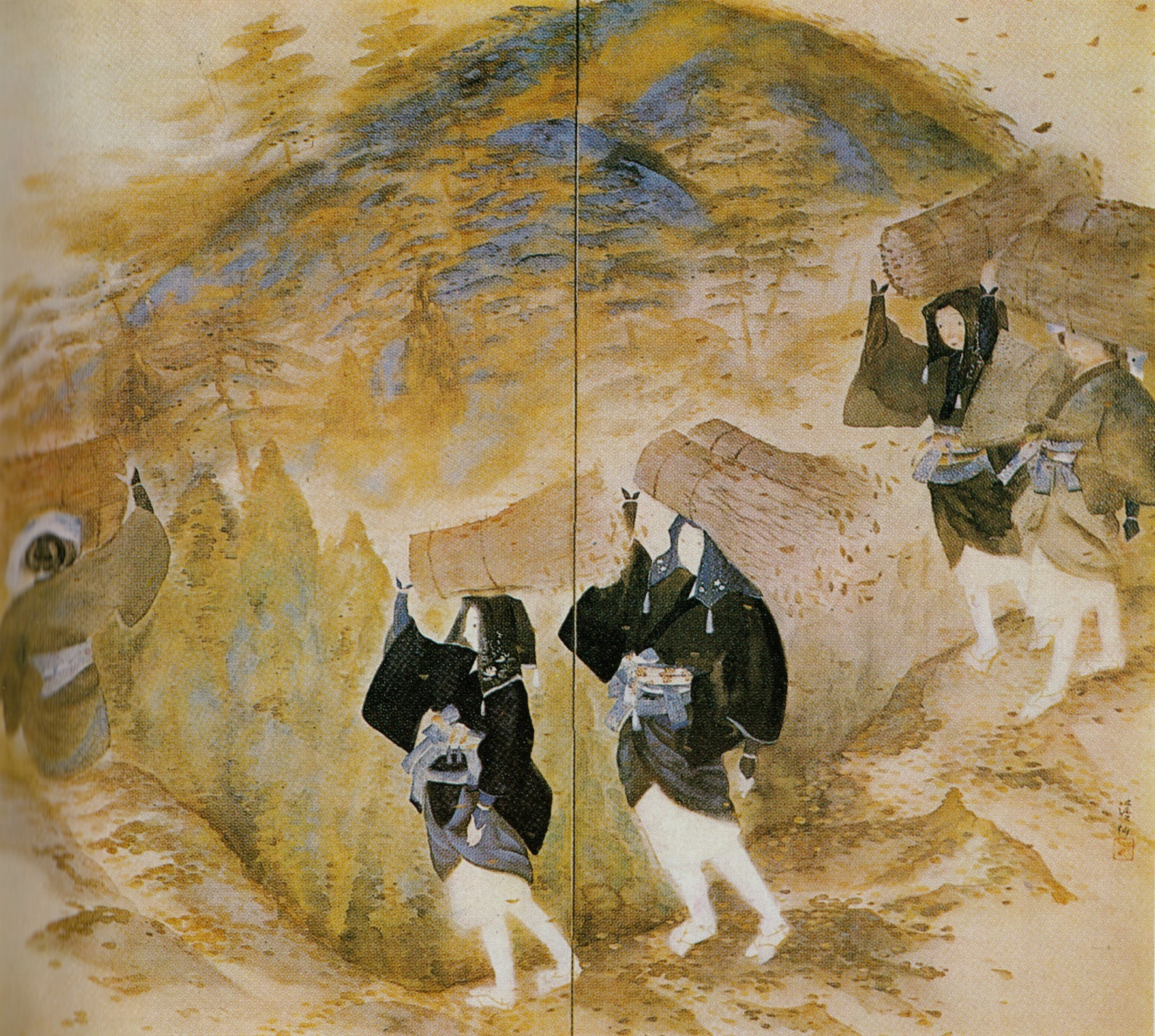
Herbst in Ohara, 1921
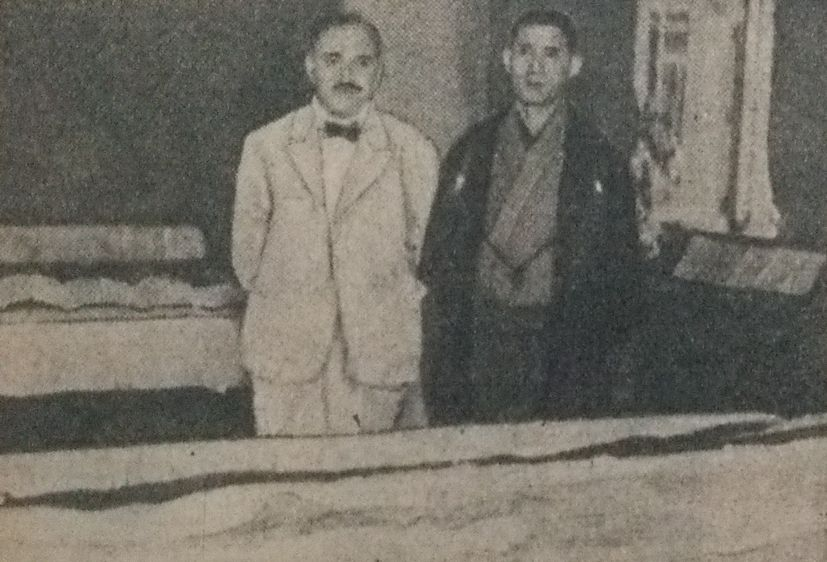
Tomita mit Claudel